# マクロストライアングルフロンティア
『マクロストライアングルフロンティア』 (MACROSS TRIANGLE FRONTIER) は、2011年2月3日に発売されたPlayStation Portable（PSP）用ゲームソフト。アニメ「マクロスシリーズ」を題材にした3Dアクションシューティング＆育成シミュレーションゲーム。略称は「MTF」。
イメージイラストは『劇場版 マクロスF』で作画監督を務めた丸藤広貴がキャラクターを、サテライトの石川寛貢がメカニックをそれぞれ担当し、早乙女アルト、シェリル・ノーム、ランカ・リーの後ろにVF-25Fトルネードメサイアバルキリー（バトロイド形態）、VF-19改ファイヤーバルキリー（ガウォーク形態）、YF-21（ファイター形態）が描かれている。

## 概要
PSPで発売された『マクロスエースフロンティア』（2008年）、『マクロスアルティメットフロンティア』（2009年）、PS3で発売された『劇場版マクロスF〜イツワリノウタヒメ〜 Hybrid Pack』収録の『マクロストライアルフロンティア』（2010年）の流れを汲む3Dアクションシューティングの最新作。前作までの機体・キャラクターが完全収録されるほか、新機体・新キャラクターが追加されている。娘々ショップやカスタムサウンドトラックなど、『アルティメットフロンティア』で好評だった要素は本作にも継承される。本作よりデータインストールに対応するようになり、メモリースティックにゲームデータを保存することで、ロード時間を短縮できるようになった。
前作までは「マクロス」の三大要素である「可変戦闘機によるアクション」、「歌」、「三角関係」のうち、歌とアクションは表現できていたが、三角関係の部分があまり表現できていなかった。このことから、恋愛要素や三角関係をクローズアップしたモードとしてアドベンチャーゲームの「学園モード」が新たに追加された。このモードではオリジナルキャラクターを作成して『マクロスF』に登場する「美星学園」（みほしがくえん）に通いながら、ほかのキャラクターと交流を深めていくこともできる。このことから本作のタイトルは「トライアングルフロンティア」となり、ゲームジャンルも「トライアングラー・アクション」とされている。水泳の授業や海水浴に行くイベントでは登場人物が水着になるシーンがあり、「マクロス」ゲームシリーズ初のCERO12歳以上対象作品となっている。
主題歌はシェリル・ノーム Starring May'nとランカ・リー＝中島愛の新曲「Get it on-flying rock」。作詞はTim Jensen/Gabriela Robin、作曲・編曲は菅野よう子。本来は劇場版前編『イツワリノウタヒメ』時に作曲されていたが、劇場版完結編『サヨナラノツバサ』のために取っておかれていたもの。劇場版完結編では日本語バージョンの「Get it on～光速クライMAX」が収録されている。
『週刊ファミ通』のクロスレビューでは新しく導入された学園モードは画期的と、従来のキャンペーンモードは完成度が高いと、ともに評価されゴールド殿堂入りした。

### イツワリノウタヒメパック
特別限定パッケージとして、劇場用映画ソフト、特典映像ソフトをセットにした『マクロストライアングルフロンティア イツワリノウタヒメパック』 (MACROSS TRIANGLE FRONTIER ITSUWARINOUTAHIME PACK) も同時発売された（2011年5月31日までの期間限定生産）。ゲーム本編ディスクの他に映像ディスクが2枚追加され、UMD3枚組となっている。初回特典として『劇場版 マクロスF』の生フィルムコマが封入された。パッケージイラストは江端里沙が担当する。

#### ムービーディスク
2009年11月23日に公開された『劇場版マクロスF 〜イツワリノウタヒメ〜』（120分）を完全収録したUMD VIDEO。正式名称は「マクロストライアングルフロンティア イツワリノウタヒメパックDisc1」。レーベル面にはシェリル・ノームのイラストが描かれている。

#### 特典ディスク
各種特典映像を収録したUMD VIDEO。正式名称は「マクロストライアングルフロンティア イツワリノウタヒメパックDisc2」。レーベル面にはランカ・リーのイラストが描かれている。
オープニング
シェリルとランカの「Get in on-Flying Rock」に乗せてSV-51、VF-1、VF-11、YF-19、YF-21、VF-25、VF-27といった歴代バルキリーが乱舞する新作CGムービー。
超時空劇場
ディフォルメされた『マクロスF』のキャラクターによるショートギャグアニメ。「どっちが好き」、「ちゃぶ台」、「キラッ☆」、「クランちゃん」の4本が収録されている。
トライアングルフロンティアのイベント映像にその場でアフレコしてみた
シェリル・ノーム役の遠藤綾とランカ・リー役の中島愛が「シェリルライブ」と「文化祭喫茶模擬店」イベントにアフレコする。
マクロスF情報局出張版 遠藤綾&中島愛プチ座談会
遠藤綾と中島愛の二人がテレビ版『マクロスF』や『劇場版マクロスF～イツワリノウタヒメ』の思い出、完結編『サヨナラノツバサ』をテーマにしたトークをする。
ビジョンクリエイター河森正治、徳島マチ★アソビでマクロスを語る。
2010年10月10日の10時から徳島のあわぎんホールで行われたデジタルクリエイター講座「アニメーション監督という職業」の模様を収録。河森正治、氷川竜介の二人が『超時空要塞マクロス』の企画、『マクロスプラス』制作時のドッグファイト体験談、『マクロス』第17話「ファンタズム」、第27話「愛は流れる」制作の裏話を語る。
ビジョンクリエイター河森正治、眉山山頂でマクロスFを語る。
2010年10月10日の17時40分から眉山山頂で行われた「劇場版マクロスF～イツワリノウタヒメ～ハイブリッドパック発売記念」河森正治トークショーの模様を収録。テレビシリーズ『マクロスF』から劇場版『イツワリノウタヒメ』の制作秘話、当時制作中だった『サヨナラノツバサ』について語られている。
CMランカ、CMシェリル、舞台挨拶、劇場特報
2010年10月に発売されたBD/DVD版『劇場版マクロスF イツワリノウタヒメ』に収録された特典映像と同じもの。
マクロスF情報局復習
2010年10月2日からBS11にてテレビ版『マクロスF』が再放送された際に、番組の終わりに放送されていた90秒のミニコーナーを収録。「情報局はじめました。」「ゲームをしてみる」「特報を見てみる。」「プラモデルを紹介しよう。」「もっと、ゲームをしてみる。」「徳島に行ってみた」「変形させてみる」「バルキリーがいっぱい」「CDを紹介する」「前売り券を紹介してみる」「娘クリをみる」の11本。出演は遠藤綾、中島愛、豊口めぐみ、福原香織。
週刊トロ・ステーション（2010年10月8日配信）
DVD/BD版には2009年11月23日放送分が収録されていたがそれとは別の回。『劇場版マクロスFイツワリノウタヒメハイブリッドパック』の発売を記念して放送された。同ソフトの紹介のほか、「トロステ」の登場人物による『愛・おぼえていますか』のダイジェストが収録されている。

## ゲームモード

### 学園モード
巨大宇宙移民船「マクロス・フロンティア」内に設立された美星学園高校に入学しオリジナルキャラクターを作成・育成するモード。『マクロスF』の物語開始の約2年前にあたる2057年9月からマクロスFの物語終了時である2059年9月までの2年間を美星学園の生徒として生活する。美星学園だけでなく、中華料理屋の「娘々」（にゃんにゃん）やカフェ「シルバームーン」、「アイランド3」など『マクロスF』の劇中に登場する場所が再現される。
オリジナルキャラクターは名前、呼び名、声、パーソナルカラー、誕生日、出身地、履修コースを入力することができる。基礎トレーニングや持久力トレーニング、EX-ギアを使った実技訓練などでパイロットとしての能力を高めたり、スキルを習得することができる。また、サンフランシスコエリアやアイランド3などへ気分転換に出かけることもできる。アルトやシェリル、ランカといった原作のキャラクターも登場し、一緒に下校、海水浴、クリスマス、ホワイトデーなどのイベントも発生する。イベントの総数は1,000に及び、中には特定のキャラクターの友好度が高くないと見られないイベントもある。
ゲームのルートは『劇場版マクロスF～イツワリノウタヒメ』の流れに沿った「体験入学コース」、テレビ版『マクロスF』の流れに沿った「S.M.S.ルート」のほか、ゲームオリジナルキャラクターとともに戦う「新統合軍ルート」、軍に入隊せず学園生活に専念する「民間人ルート」、本来は2059年にならないと入学してこないシェリルが通常より早く美星学園に登場し、原作の事件が一切発生せず終始平和なままの「お祭りルート」といったifルートがある。
本作のプロデューサーの広野啓によると学園モードの1プレイのプレイ時間は早くやって2、3時間。じっくりプレイすると4、5時間ほどとされている。作成したオリジナルキャラクターはキャンペーンモードやネットワークモードでも使用可能になる。

#### ストーリー
西暦1999年、地球に異星文明の宇宙船が落下した。このことは異星文明と宇宙戦争の存在を物語っており、人類はパラダイムシフトを余儀なくされた。地球規模の政体である「地球統合政府」の樹立、宇宙船の技術の解析が急ピッチで進められた。宇宙船から解析された技術は可変戦闘機バルキリーや人型陸戦兵器デストロイドといった新兵器を生み出し、人類は来たるべき脅威に備えていった。
2009年、ついに太陽系内に異星人が出現する。大規模な宇宙戦争が勃発し、地球人類は絶滅寸前にまで追いやられた。地球人類は絶滅を回避するため大規模な移民船団を作り、銀河の各方面へと散っていった。
それからおよそ50年の月日が流れた2057年。地球を離れ、新たな移住可能な惑星を探し宇宙を旅する巨大移民船団「マクロス・フロンティア船団」では一千万人もの人々が暮らしていた。この船団のアイランド1には航宙、情報、芸能、芸術などのスペシャリストを養成するための学校「美星学園」が設置されていた。
主人公は美星学園航宙科のパイロット養成コースに入学するが初日早々遅刻しそうになる。急ぐ主人公は女性のように美しい青年「早乙女アルト」と出会う。主人公は彼の知り合いのミハエル・ブラン、ルカ・アンジェローニ、松浦ナナセらと同じクラスに配属される。彼らは飛行可能なパワード・スーツEX-ギアでの訓練や授業を通じて徐々に親しなっていく。しかし、平和な日常は巨大な宇宙生物バジュラの襲撃によって一変させられる。

### キャンペーンモード
前作にも登場したモード。以下の9作品の原作シナリオに沿ってバルキリーやデストロイドなどの機体を操作して敵と戦うアクションシューティングゲーム。
- 西暦2008年 マクロス ゼロ
- 西暦2009年 超時空要塞マクロス
- 西暦2009年 超時空要塞マクロス 愛・おぼえていますか
- 西暦2040年 マクロスプラス
- 西暦2045年 マクロス7
- 西暦2047年 マクロス ダイナマイト7
- 西暦2059年 マクロスF
- 西暦2059年 劇場版マクロスF イツワリノウタヒメ
- 西暦2091年 超時空要塞マクロスII -LOVERS AGAIN-

前作でゲスト参戦だった『マクロスII』が正式参戦となり、シナリオも収録される。また、『劇場版マクロスF イツワリノウタヒメ』も初の正式参戦となり、トルネードパックやYF-25プロフェシー、ハウンドバジュラなどの新ユニットや、劇場版コスチュームのクランなどが登場する。前作同様、『超時空要塞マクロス Flash Back 2012』や『マクロス VF-X2』、『マクロスM3』からも一部機体がEXTRAとして登場する。

### サバイバルモード
本作で新たに追加されたモード。複数のミッションを連続でクリアしていく。キャンペーンモードはひとつのミッションをクリアすると一旦ハンガー（格納庫）に戻り、武装の強化やパイロットの変更等のセットアップを行えるが、このモードではクリア後すぐに次のミッションに移行し、連続でミッションが続く。ミッションは『マクロス ゼロ』、『愛・おぼえていますか』、『マクロス7』など作品ごとに用意されている。

### ネットワークモード
PSPの無線LAN機能を用いて協力プレイ、対戦プレイを行えるモード。4人までの対戦プレイのほか、キャンペーンモードを2人で協力してプレイしたり、強力なボスキャラクターを協力して倒す「協力専用ミッション」がある。前作同様、アドホック・パーティーに対応しており、プレイステーション3を介することで遠く離れたユーザーと通信プレイをすることも可能。
また、フリープレイモードは、ネットワークモード用のミッションを1人でプレイできる。

### ギャラリーモード
ゲーム中に使用されているイラストやユニットのモデリングCG、録画したリプレイなどを鑑賞できるモード。前作にもあったモードだが、本作では追加された「学園モード」のイベントCGも閲覧できるようになった。イラストはPSPの縦持ちにも対応しており、フル画面で表示させることも可能。

## ゲームシステム
ゲームシステムは前作を継承。自由に3段変形可能なバルキリーやデストロイド、マクロス艦などのユニットを操作し、ミッションをクリアしていく。ミサイルを撃ち落とす「アンチミサイルアクション」、SPゲージを消費して必殺技を放つ「SPアタック」、スーパーパックやアーマードパックの装備により武装が変化する「追加装備」などのシステムは健在。さらに新システムが追加されている。

### 新システム
シングルロック
複数の敵にロックオン可能な「マルチロックオン」武装でL+○ボタンを押すと、現在ロックオンしている対象単体を複数回ロックオンする。
プラスロック
複数の敵にロックオン可能な「マルチロックオン」武装で敵ユニットをロックオンした状態でさらにボタンを押し続けると攻撃力が3倍になる「プラスロック」状態になる。
チャージブレイク
L+R+△ボタンで発動。使用すると一定時間無敵状態になる新アクション。攻撃を受けている最中でもチャージブレイクだけは使用可能なため、敵の連続攻撃からの脱出に使えるが、無敵になっているあいだは攻撃がいっさいできない。また、チャージブレイクを使用するとSPゲージが消滅し、その後はSPアタックやチャージブーストなどSPゲージを使用するアクションがいっさい行えなくなる。使用できるのは1ミッション中に1回のみ。

## 登場ユニット
前作には100種類以上のメカが登場したが、本作では前作の機体はすべて登場し、さらに新規機体が追加されている。
『マクロス ゼロ』のユニット
- TYPE-14

- TYPE-29

- VF-0A フェニックス／ゴーストブースター装備
- VF-0S フェニックス（フォッカー機）／リアクティブアーマー装備／ゴーストブースター装備
- VF-0D フェニックス 複座型（シン機）／ゴーストブースター装備
- VF-0D フェニックス 複座型（一般機）
- シャイアン
- HWR-00-Mk.I プロトタイプモンスター
- SV-51α 一般機
- SV-51γ（ノーラ機）
- SV-51γ（イワノフ機）
- オクトス
- 鳥の人 エイフォス

『超時空要塞マクロス』のユニット
- VF-1D バルキリー複座型
- VF-1S バルキリー ロイ・フォッカースペシャル
- VF-1A バルキリー 一般機
- VF-1A バルキリー（マックス機）
- VF-1A バルキリー（柿崎機）※VF-1A バルキリー（マックス機）の色替え。
- VF-1A バルキリー（ミリア機）※VF-1A バルキリー（マックス機）の色替え。
- VF-1J バルキリー（一条機）／アーマードパック／スーパーパック※アーマードパックは他のVF-1シリーズにも換装が可能。
- VF-1J バルキリー（マックス機）
- VF-1J バルキリー（ミリア機）
- ADR-04 MK.X ディフェンダー
- MBR-07-Mk.II スパルタン
- SDR-04-Mk.XII ファランクス
- MBR-04-Mk.IV トマホーク
- HWR-00-Mk.II モンスター
- SDF-1 マクロス（ダイダロスタイプ）
- 空戦ポッド※使用不可。
- リガード
- グラージ
- ヌージャデル・ガー
- クァドラン・ロー（TV版）※クァドラン・ロー（劇場版）の色替え
- クァドラン・ロー（ミリア機）（TV版）※クァドラン・ロー（ミリア機）の色替え
- ケルカリア※使用不可。
- スヴァール・サラン※使用不可。
- ブリタイ艦※使用不可。

『超時空要塞マクロス 愛・おぼえていますか』のユニット
- VT-1 スーパーオストリッチ
- VF-1A バルキリー（一条機）／スーパーパック装備
- VF-1A バルキリー（マックス機）／スーパーパック装備※VF-1A バルキリー（一条機）の色替え
- VF-1A バルキリー（柿崎機）／スーパーパック装備※VF-1A バルキリー（一条機）の色替え
- VF-1S バルキリー（一条機）／ストライクパック装備
- VF-1S バルキリー（マックス機）
- 宇宙空母アームド
- SDF-1 マクロス（アームドタイプ）
- ヌージャデル・ガー（劇場版）
- クァドラン・ロー（劇場版）
- クァドラン・ロー（ミリア機）
- クァドラン・ロー（マックス機）
- ミリア艦※使用不可。
- 重攻撃機※使用不可。
- ゴル・ボドルザー

『超時空要塞マクロス Flash Back 2012』のユニット
- VF-4 ライトニングIII

『マクロスM3』のユニット
- VF-9 カットラス
- VF-9 カットラス（マックス機）
- VF-9 カットラス（ミリア機）

『マクロスプラス』のユニット
- VF-11B サンダーボルト
- YF-19／FASTパック装備
- YF-21／FASTパック装備
- ドローン※使用不可。
- 爆撃機※使用不可。
- レーザー衛星※使用不可。
- X-9 ゴースト

『マクロス7』のユニット
- VF-19改 ファイヤーバルキリー／サウンドブースター装備
- VF-11改MAXL ミレーヌバルキリー／サウンドブースター装備
- VF-17T改 ストームバルキリー／サウンドブースター装備
- VF-17D ステルスバルキリー
- VF-11C サンダーボルト／FASTパック装備
- VF-17S ステルスバルキリー／FASTパック装備
- VF-19S ブレイザーバルキリー／FASTパック装備
- VF-22S シュトゥルムフォーゲルII（マックス機）
- VF-22S シュトゥルムフォーゲルII（ミリア機）
- バトル7
- Fz-109A エルガーゾルン
- Fz-109F エルガーゾルン（ギギル機）
- Az-130 パンツァーゾルン
- FBz-99G ザウバーゲラン
- ガビグラ
- ゲペルニッチ
- クァドラン・ロー（はぐれ）※クァドラン・ロー（クロレ機）の色替え
- クァドラン・ロー（クロレ機）

『マクロス7 銀河がオレを呼んでいる!』のユニット
- クァドラン・キルカ

『マクロスダイナマイト7』のユニット
- VT-1C バルキリー
- VF-17D ナイトメア（ライザ機）
- VF-19P エクスカリバー
- VF-5000T-G スターミラージュ 複座型
- VF-5000G スターミラージュ
- VF-22S シュトゥルムフォーゲルII（ガムリン機）
- 潜水服
- VA-C-3 インベーダー改
- 密漁団母艦※使用不可。
- 銀河クジラ※使用不可。

『マクロスVF-X2』のユニット
- VF-1S バルキリー（バンローズ機）
- VF-19A エクスカリバー（レイヴンズ仕様）
- VF-22 シュトゥルムフォーゲルII（ウィルバー機）

『マクロスF』のユニット
- VF-171 ナイトメアプラス
- VF-171EX ナイトメアプラスEX
- VF-171EX ナイトメアプラスEX（アルト機）
- RVF-171EX ナイトメアプラスEX（ルカ機）
- VF-25F メサイア（アルト機）／スーパーパック装備／最終決戦仕様
- VF-25S メサイア（オズマ機）／スーパーパック装備／アーマードパック装備
- VF-25G メサイア（ミハエル機）／スーパーパック装備／フォールドスピーカー装備
- RVF-25 メサイア（ルカ機）
- クァドラン・レア（一般機）
- クァドラン・レア（クラン機）
- クァドラン・レア（テムジン機）※クァドラン・レア（クラン機）の色替え
- クラン・クラン/スーパーパック装備
- VB-6 ケーニッヒ・モンスター
- マクロス・クォーター
- バトル・フロンティア
- VF-27β ルシファー（一般機）
- VF-27γ ルシファー（ブレラ機）
- バトル・ギャラクシー
- バジュラ(S)
- バジュラ(L)
- バジュラ繭※使用不可。
- バジュラ幼生※使用不可。
- バジュラ母艦※使用不可。
- バジュラ準女王※使用不可。
- バジュラクィーン※使用不可。
- 空母級バジュラ艦※使用不可。
- バジュラ準女王母艦※使用不可。
- EX-ギア※学園モードのみ使用可能。

『劇場版 マクロスF イツワリノウタヒメ』のユニット
- YF-25 プロフェシー／アーマードパック装備／トルネードパック装備
- VF-25A メサイア／トルネードパック装備
- VF-25F メサイア（アルト機）／トルネードパック装備
- マクロスクォーター（劇場版）
- ダルフィム※使用不可
- コンサート船※使用不可
- ハウンドバジュラ
- バジュラ駆逐艦※使用不可
- バジュラ戦艦※使用不可

オリジナルユニット
- VF-25A メサイア／トルネードパック装備
- VF-25S メサイア（オズマ機）／トルネードパック装備
- VF-25G メサイア（ミハエル機）／トルネードパック装備※『劇場版 マクロスF 恋離飛翼 〜サヨナラノツバサ〜』より先行登場。
- VF-25S メサイア（クラン機）／スーパーパック装備／トルネードパック装備

『超時空要塞マクロスII -LOVERS AGAIN-』のユニット
- VC-079 SNNバルキリー／ブースター装備※初参戦。
- VF-2SS バルキリーII／スーパーアームドパック装備
- VA-1SS プロトメタルサイレーン※初参戦
- VA-1SS メタルサイレーン※初参戦
- ギガメッシュ
- ギガメッシュ（フェフ機）
- ゼントラーディ用戦闘ポッド※使用不可
- ゼントラーディ指揮官用戦闘ポッド※使用不可
- マルドゥーク母艦※使用不可

## 登場キャラクター
前作『マクロスアルティメットフロンティア』に登場したキャラクターはすべて収録され、さらに新キャラクターが追加されている。なお、本作ではキャンペーンモードではキャラクターのパラメータは成長せず、スキルの新規取得もない。
『マクロス ゼロ』の登場人物
- 工藤シン（鈴村健一）
- サラ・ノーム（小林沙苗）※サブパイロットのみ。
- ロイ・フォッカー（神谷明）
- ノーラ・ポリャンスキー（高山みなみ）
- D.D.イワノフ（大友龍三郎）

『超時空要塞マクロス』および『超時空要塞マクロス 愛・おぼえていますか』の登場人物
- 一条輝（野島健児）
- リン・ミンメイ（飯島真理）※サブパイロットのみ。
- 早瀬未沙（土井美加）
- ロイ・フォッカー（神谷明）
- マクシミリアン・ジーナス（速水奨）
- 柿崎速雄（鈴木勝美）
- ミリア・ファリーナ（ミリア639）（竹田えり）
- カムジン・クラヴシェラ（カムジン03350）（目黒光祐）
- ブリタイ・クリダニク（ブリタイ7018）（大友龍三郎）
- エキセドル・フォルモ（エキセドル4970）（大林隆介）※初登場。
- ゴル・ボドルザー（ボドルザー） （市川治）

『マクロスプラス』の登場人物
- イサム・ダイソン（山崎たくみ）
- ガルド・ゴア・ボーマン（石塚運昇）
- ミュン・ファン・ローン（深見梨加）※サブパイロットのみ。
- シャロン・アップル

『マクロス7』の登場人物
- 熱気バサラ（神奈延年）
- ミレーヌ・ジーナス（櫻井智）
- レイ・ラブロック（菅原正志）
- ビヒーダ・フィーズ
- ガムリン木崎（子安武人）
- マクシミリアン・ジーナス（速水奨）
- ミリア・ファリーナ・ジーナス（竹田えり）
- エキセドル・フォルモ（大林隆介）
- ギギル（西村朋紘）

- ガビル（陶山章央）

- シビル（中川亜紀子）※サブパイロットのみ。
- ゲペルニッチ

『マクロスダイナマイト7』の登場人物
- 熱気バサラ（神奈延年）
- ミレーヌ・ジーナス（櫻井智）
- ガムリン木崎（子安武人）
- グラハム・ホイリー（中田譲治）
- エルマ・ホイリー（阪口あや）※サブパイロットのみ。

『マクロスF』の登場人物
- 早乙女アルト（中村悠一）
- ランカ・リー（中島愛）※サブパイロットのみ。
- シェリル・ノーム（遠藤綾）※サブパイロットのみ。
- オズマ・リー（小西克幸）
- ミハエル・ブラン（神谷浩史）
- ルカ・アンジェローニ（福山潤）
- クラン・クラン（豊口めぐみ）
- ジェフリー・ワイルダー（大川透）
- キャサリン・グラス（小林沙苗）※初登場。
- ボビー・マルゴ（三宅健太）※初登場。
- カナリア・ベルシュタイン（桑島法子）※初登場。
- 松浦ナナセ（桑島法子）※初登場、サブパイロットのみ。
- ブレラ・スターン（保志総一朗）
- グレイス・オコナー（井上喜久子）※使用不可。

『超時空要塞マクロスII　-LOVERS AGAIN-』の登場人物
- 神崎ヒビキ（タカヤマツトム）※初登場、サブパイロットのみ。
- シルビー・ジーナ（冬馬由美）※初登場。
- イシュタル（笠原弘子）※サブパイロットのみ。

### オリジナルキャラクター
オリジナルキャラクターは前作、前々作に登場した10人が引き続き登場する。キャンペーンモードではパイロットやオペレーターだが、本作で新たに追加された学園モードでは美星学園の生徒や先生として登場する。プライベートも描かれるようになり、新たに私服姿が美樹本晴彦によって描かれている。学園モードの主人公が新たに追加されており、名前や性別などを設定できる。
主人公
声・男 - A：大原崇、B：水谷直樹、C：岡林史泰 / 女 - A：阿久津加菜、B：うえだ星子、C：〆野潤子
美星学園高校の航宙科に入学した生徒で、プレイヤーの分身。性格は基本的に真面目で、羽目を外すことが多い他キャラクターの突っ込み役になっている。キャサリンやゲイリー、ミハエルからは能力を高く評価され、新統合軍やS･M･Sに誘われる。男性主人公は黒髪、女性主人公は金髪。
カグラ・ユウト
声 - 金野潤
美星学園高校の航宙科に所属する男性生徒。年齢は17歳。トレーニング好きで、毎朝15km走っている。趣味は航空写真。
ゲイリー・マードック
声 - 稲田徹
美星学園で「実技訓練」の授業担任を務める男性教師。年齢は29歳。趣味はバイク。新統合軍のパイロットで、ヒルダやルイスとは同僚になり、ユウト、ミユキ、ユイ、主人公の上官になる。
シラカワ・ミユキ
声 - 佐々木日菜子
美星学園高校の航宙科に所属する女性生徒。年齢は17歳。カグラの幼馴染。趣味は風呂とパズルゲーム。
ホシムラ・ユイ
声 - 西野陽子
美星学園高校の航宙科に所属する女性生徒。年齢は17歳。機械いじりが好きで、文化祭の時は原形を留めないほどに教室を改造する。ゼントラーディ系のクォーター。作業しながら食べられるという理由で、食事はいつも携帯食。特大ステーキ、パインケーキ、オルゴールと、シリーズのいわゆる「死亡フラグ」を網羅している。
ヒルダ・V・ベルゲン
声 - 日野未歩
美星学園で「基礎訓練」の授業担任を務める女性教師。年齢は25歳。生徒には厳しい。趣味は料理。
ルイス・フェルナンド
声 - 早志勇紀
美星学園に時折現れるパッションあふれる謎の男。年齢は37歳。ゲイリーやヒルダの同僚で、新統合軍随一のエースパイロット。趣味はTシャツ集めとストリートライブ。
アキミズ・ユウ
声 - こやまきみこ
美星学園の生徒。クレアに憧れているが、主人公には「行動原理は松浦ナナセと同じ」と言われる。趣味はかわいいものを集めることで、自室はぬいぐるみであふれかえっている。オフ時は眼鏡を着用している。ダイエット中。
クレア・スタンフォード
声 - 足立友
主人公たちの2年上（クランと同じ年代）の先輩。趣味はヨガとアロマテラピー。ピノンのことが可愛くて仕方ないため、彼女に過激なモーションを仕掛ける（その際、BGMが「ゼントラディアン大要塞（後編）」になる）。新統合軍ではオペレーターを務める。
ピノン・コレット
声 - 野中藍
美星の生徒でありながら、教師として「特殊座学」の授業担任を務める天才少女。趣味はリボン集めと猫と遊ぶことで、爬虫類が苦手。無類の甘党。猫舌だが、好物は熱々のグラタン。運動が苦手で泳げないほか、胸の大きさで悩む場面もある。子ども扱いされることを嫌がり、背伸びをした態度を取ることが多い。また、過激なモーションを仕掛けてくるクレアには苦手意識どころか、恐怖心を持っている。身長142cm。愛称は「ピノピノ」。
ヤマシロ・イツキ
声 - 古島清孝
美星学園高校の「座学」の授業担任を務める男性教師。趣味は航空模型のコレクション。

## 音楽
本作では「マクロスシリーズ」に使われた曲が28曲収録されている（詳細は下表参照）。このほかゲームオリジナルの曲も用意されている。サウンドは仁志田竜司、佐藤智弥、古川典裕、田中耕助が担当している。
| 曲名                         | 歌手                                                 | 作詞                                          | 作曲           | 登場作品                            |
| ---------------------------- | ---------------------------------------------------- | --------------------------------------------- | -------------- | ----------------------------------- |
| 私の彼はパイロット           | インスト                                             | 阿佐茜                                        | 羽田健太郎     | 超時空要塞マクロス                  |
| 愛・おぼえていますか         | リン・ミンメイ（飯島真理）                           | 安井かずみ                                    | 加藤和彦       | 愛・おぼえていますか                |
| ドッグ・ファイター           | BGM                                                  |                                               | 羽田健太郎     | 超時空要塞マクロス                  |
| ゼントラディアン大要塞       | BGM                                                  |                                               | 羽田健太郎     | 超時空要塞マクロス                  |
| 2億年前のように静かだね      | インスト                                             |                                               | 樫原伸彦       | 超時空要塞マクロスII                |
| INFORMATION HIGH             | シャロン・アップル（インスト）                       | DAI＆KEN＝GO→                                 | CMJK           | マクロスプラス                      |
| After in the dark            | シャロン・アップル（インスト）                       |                                               | 菅野よう子     | マクロスプラス                      |
| 突撃ラブハート               | FIRE BOMBER                                          | K.Inojo                                       | 河内淳貴       | マクロス7                           |
| HOLY LONELY LIGHT            | FIRE BOMBER                                          | K.Inojo                                       | 須藤英樹       | マクロス7                           |
| MY FRIENDS                   | FIRE BOMBER                                          | M.MEG                                         | 川野美紀       | マクロス7                           |
| TRY AGAIN                    | FIRE BOMBER                                          | K.Inojo、福山恭子                             | 福山芳樹       | マクロス7                           |
| DYNAMITE EXPLOSION           | FIRE BOMBER                                          | 古屋敏之                                      | 福山芳樹       | マクロスダイナマイト7               |
| ライオン                     | シェリル・ノーム starring May'n ランカ・リー＝中島愛 | Gabriela Robin                                | 菅野よう子     | マクロスF                           |
| アイモ                       | インスト                                             |                                               | 菅野よう子     | マクロスF                           |
| アイモO.C.                   | ランカ・リー＝中島愛                                 | 坂本真綾、Gabriela Robin                      | 菅野よう子     | マクロスF                           |
| 射手座☆午後九時Don't be late | シェリル・ノーム starring May'n                      | 佐藤大、hàl、 マイクスギヤマ、 Gabriela Robin | 菅野よう子     | マクロスF                           |
| The Target                   | BGM                                                  |                                               | 菅野よう子     | マクロスF                           |
| BATTLE FRONTIRE              | BGM                                                  |                                               | 菅野よう子     | マクロスF                           |
| インフィニティ #7            | シェリル・ノーム starring May'n ランカ・リー＝中島愛 | 岩里祐穂                                      | 菅野よう子     | マクロスF                           |
| ノーザンクロス               | シェリル・ノーム starring May'n                      | 岩里祐穂 Gabriela Robin                       | 菅野よう子     | マクロスF                           |
| 星間飛行                     | ランカ・リー=中島愛                                  | 松本隆                                        | 菅野よう子     | マクロスF                           |
| High School Life             | BGM                                                  |                                               | 菅野よう子     | マクロスF                           |
| Test Flight Delight          | BGM                                                  |                                               | 菅野よう子     | マクロスF                           |
| イヌミミランカ               | BGM                                                  |                                               | 菅野よう子     | マクロスF                           |
| Bajura                       | BGM                                                  |                                               | 菅野よう子     | マクロスF                           |
| ユニバーサル・バニー         | シェリル・ノーム starring May'n                      | しほり、PA-NON、Gabriela Robin                | 菅野よう子     | 劇場版マクロスF～イツワリノウタヒメ |
| オベリスク                   | シェリル・ノーム starring May'n                      | 菅野よう子                                    | Gabriela Robin | 劇場版マクロスF～イツワリノウタヒメ |
| Get it on Flying Rock        | シェリル・ノーム starring May'n ランカ・リー＝中島愛 | Tim Jensen/Gabriela Robin                     | 菅野よう子     | 劇場版マクロスF～サヨナラノツバサ   |

### カスタムサウンドトラック
前作から引き続き本作にも搭載されている機能で、PSPに装着されているメモリースティックDuo内に保存されているMP3ファイルの曲をゲーム中に流すことができるというもの。セットできる曲数は最大89曲。ゲーム開始時にMUSICフォルダ内に「MTF」フォルダが作成され、さらにBGM01からBGM89まで89曲分のサブフォルダが作成される。そのサブフォルダにMP3データを入れると、BGMのナンバーに対応したフォルダの曲がゲーム中に流れる。カスタムサウンドをOFFにすることで本来の曲に戻すこともできる。

## 関連商品
CD「放課後オーバーフロウ」
2011年1月26日発売
発売元：フライングドッグ
2011年2月26日公開の『劇場版マクロスF サヨナラノツバサ』に使用された表題作「放課後オーバーフロウ」と本作の主題歌である「Get it on―flying rock」を収録しているシングルCD。
書籍『マクロストライアングルフロンティア コンプリートガイド』
2011年2月28日発売
発売元：エンターブレイン
本作の攻略本。全288ページ。表紙のイラストはゲームのパッケージイラストと同じもの。ゲームシステムの解説、各種ミッションや学園モードの攻略データのほか、オリジナルキャラクターの原画などが収録されている。